# Pierre Ulric
 (mai 2022).
Pierre Ulric (née Barbe Marguerite André à Langres le 30 septembre 1862 et décédée au Vésinet le 7 septembre 1937) est une femme de lettres française, femme du philosophe Jean-Marie Guyau.
Elle écrit, sous le nom de plume de Pierre Ulric, de brefs romans pour la jeunesse.

## Publications
- Aux domaines incertains, nouvelles (Maison hantée. Incantation. L'Âme de Sainte-Alda. Le Lac de Diane. L'Ombre du sire de Maupré. Le Destin), Paris, L. Theuveny, 1906, in-8, 283 p.
- Parmi les jeunes (L'Alerte printemps. Impuissant Pygmalion. Le Chevalier au tombeau. Éternité), préface d'Alfred Fouillée, Paris, B. Grasset, 1911, in-8, XVI-257 p.